# 圣克里斯托夫迪布瓦
圣克里斯托夫-迪布瓦（法語：Saint-Christophe-du-Bois，法語發音：[sɛ̃ kʁistɔf dy bwa] ⓘ）是法国曼恩-卢瓦尔省的一个市镇，位于该省西南部，属于绍莱区。

## 地理
圣克里斯托夫-迪布瓦（47°1'43"N, 0°56'43"W）面积21.75 平方千米，位于法国卢瓦尔河地区大区曼恩-卢瓦尔省，该省份为法国西部内陆省份，大致对应安茹地区，北起顺时针与马耶讷省、萨尔特省、安德尔-卢瓦尔省、维埃纳省、德塞夫勒省、旺代省、大西洋卢瓦尔省和伊勒-维莱讷省接壤。
与圣克里斯托夫-迪布瓦接壤的市镇（或旧市镇、城区）包括：紹萊、拉罗马涅、拉塞吉尼耶尔、塞夫尔河畔莫尔塔涅、塞夫勒穆瓦讷。
圣克里斯托夫-迪布瓦的时区为UTC+01:00、UTC+02:00（夏令时）。

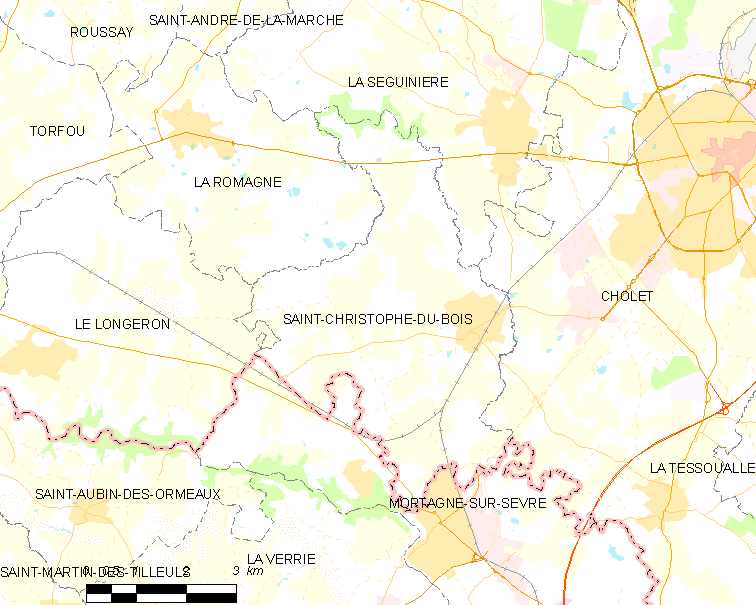
圣克里斯托夫-迪布瓦的OSM定位图

## 行政
圣克里斯托夫-迪布瓦的邮政编码为49280，INSEE市镇编码为49269。

## 政治
圣克里斯托夫-迪布瓦所属的省级选区为塞夫勒穆瓦讷县。

## 人口

1962-2008年间圣克里斯托夫-迪布瓦人口变化图示

圣克里斯托夫-迪布瓦于2022年1月1日时的人口数量为2843人。